# Маньчжури

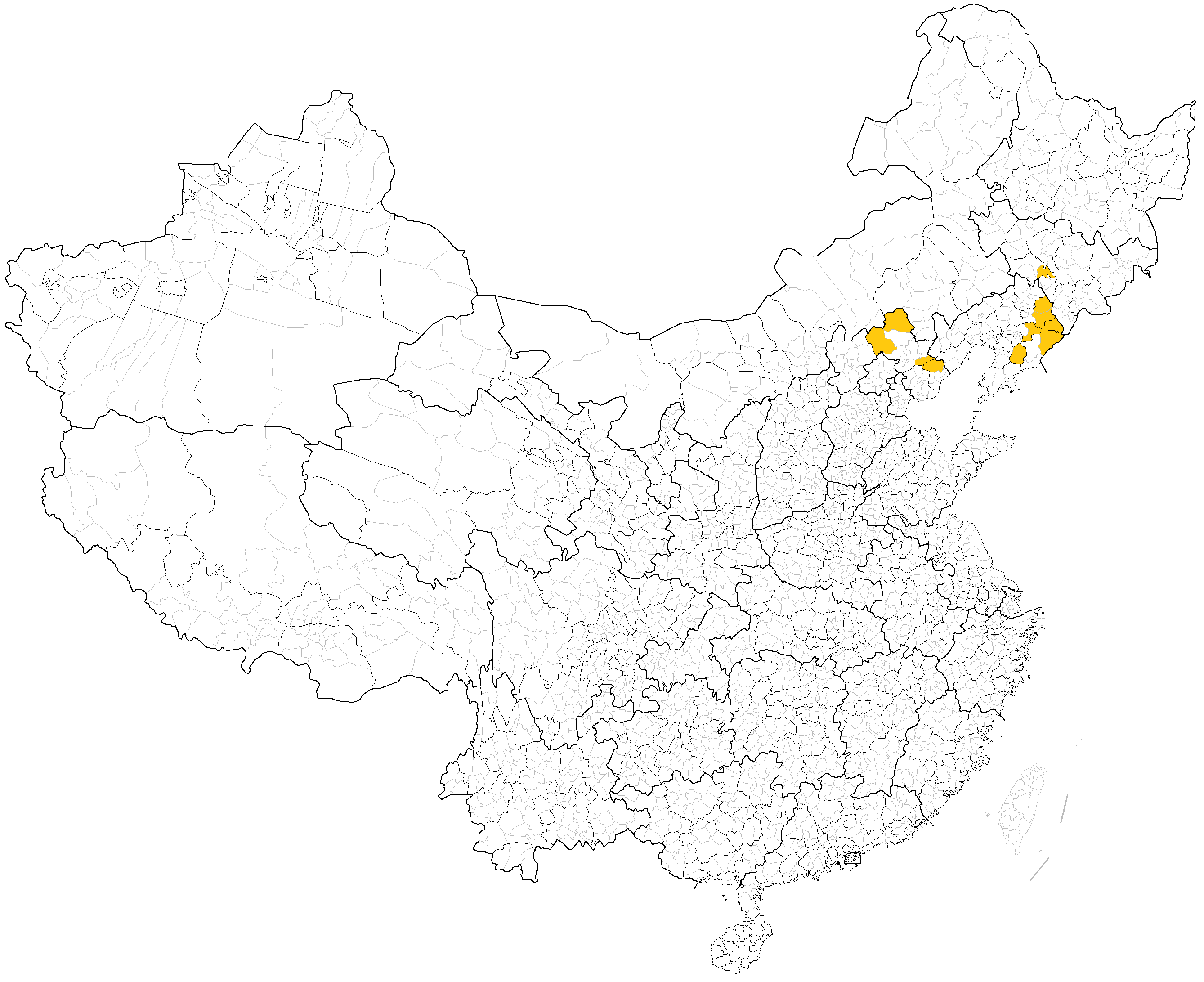
Визначені урядом КНР автономії маньчжурів

Маньчжу́ри (монг. Манж, кит. 滿族, пін. Mǎnzú "маньцзу") — тунгусо-маньчжурський етнос, корінний народ Маньчжурії. Численність 10,862 млн, з яких 5,39 млн проживають у провінції Ляонін; 2,12 млн — Хебей; 1,04 млн — Хейлунцзян; 990 тисяч — Цзілінь та 500 тисяч — у Внутрішній Монголії. Розмовляють китайською мовою, що майже повністю витіснила маньчжурську мову із вжитку. Їх пращури  — носії глазковської культури.

## Історія

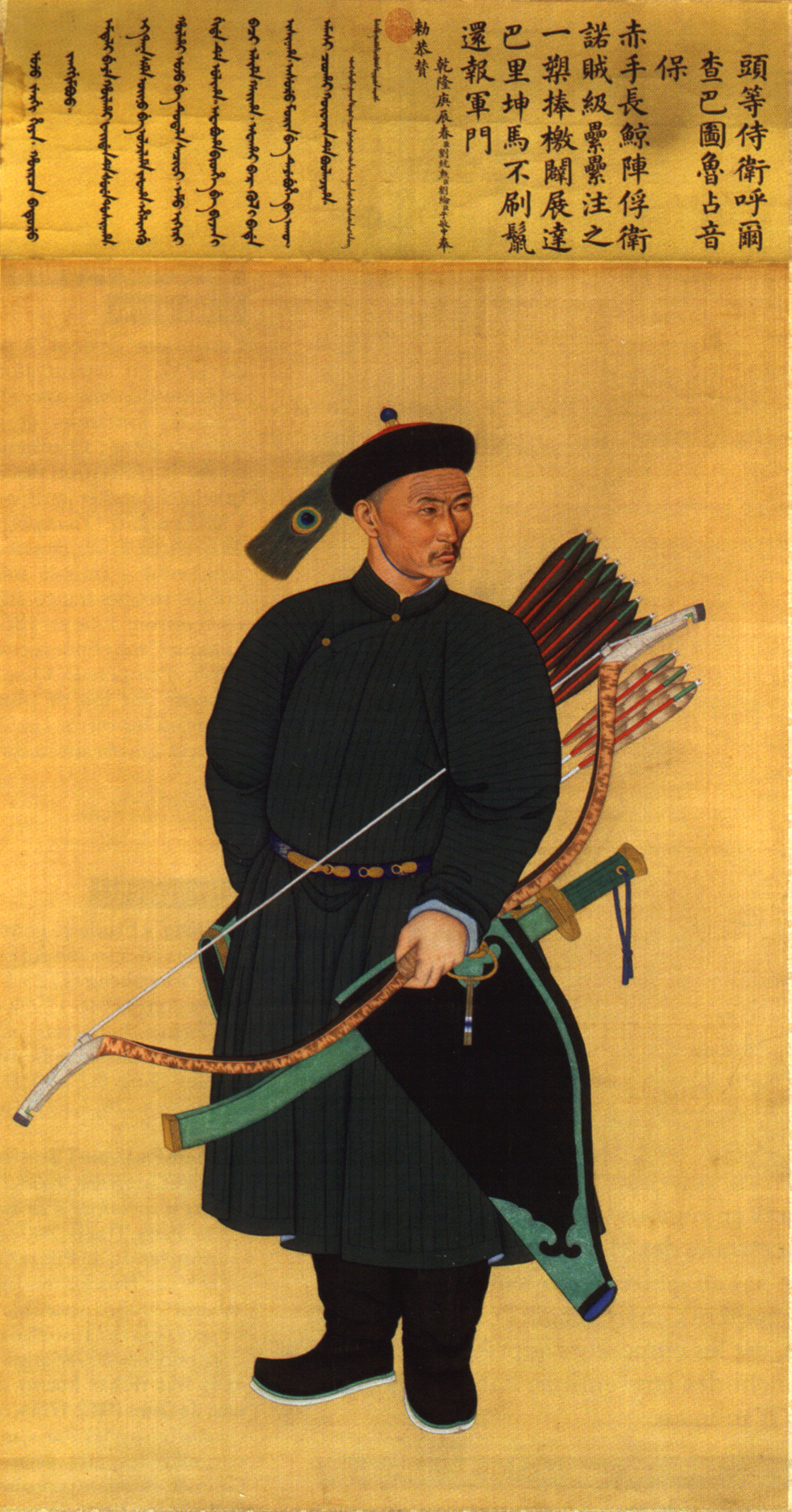
Воїн-маньчжур (18 століття, династія Цін)

У 12 ст., після перемоги над киданями, маньчжури (чжурчжені) заснували на території сучасного Північно-Східного Китаю імперію Цзінь (Золота). Імперія Цзінь проіснувала більш як 100 років і була знищена монголами. 1644 року маньчжури завоювали Китай, створивши династію Цін, яка правила Китаєм до 1912 року.

## Релігія
При маньчжурському дворі сповідувався шаманізм і культ предків; шаманізм був модифікований і багато в чому з часом змінив свою природу як придворна релігія. Ламаїзм відновив свою присутність на території імперії, що особливо видно в Монголії; конфуціанство залишилося найважливішим інструментом державного будівництва, багато в чому схоластичний і формальний бік конфуціанства був посилений. Сучасні маньчжури в сільських регіонах зберігають шаманські традиції, а ті що живуть в контакті з монголами мають прихильність до ламаїзму.